# Czabany (Białoruś)
Czabany (biał. Чабаны; ros. Чабаны) – chutor na Białorusi, w obwodzie witebskim, w rejonie głębockim, w sielsowiecie Prozoroki.

## Historia
W czasach zaborów w gminie Czerniewicze, w powiecie dzisieńskim, w guberni wileńskiej Imperium Rosyjskiego.
W latach 1921–1945 wieś leżała w Polsce, w województwie wileńskim, w powiecie dziśnieńskim, w gminie Czerniewicze, a od 1929 w gminie Prozoroki.
Według Powszechnego Spisu Ludności z 1921 roku zamieszkiwało tu 58 osób, 4 były wyznania rzymskokatolickiego, a 54 prawosławnego. Jednocześnie 1 mieszkaniec zadeklarował polską, a 53 białoruską przynależność narodową. Było tu 12 budynków mieszkalnych. W 1931 w 10 domach zamieszkiwało 55 osób.
Wierni należeli do parafii rzymskokatolickiej i prawosławnej w Czerniewiczach. Miejscowość podlegała pod Sąd Grodzki w Głębokiem i Okręgowy w Wilnie; właściwy urząd pocztowy mieścił się w Prozorokach.